# الرقص والصحة

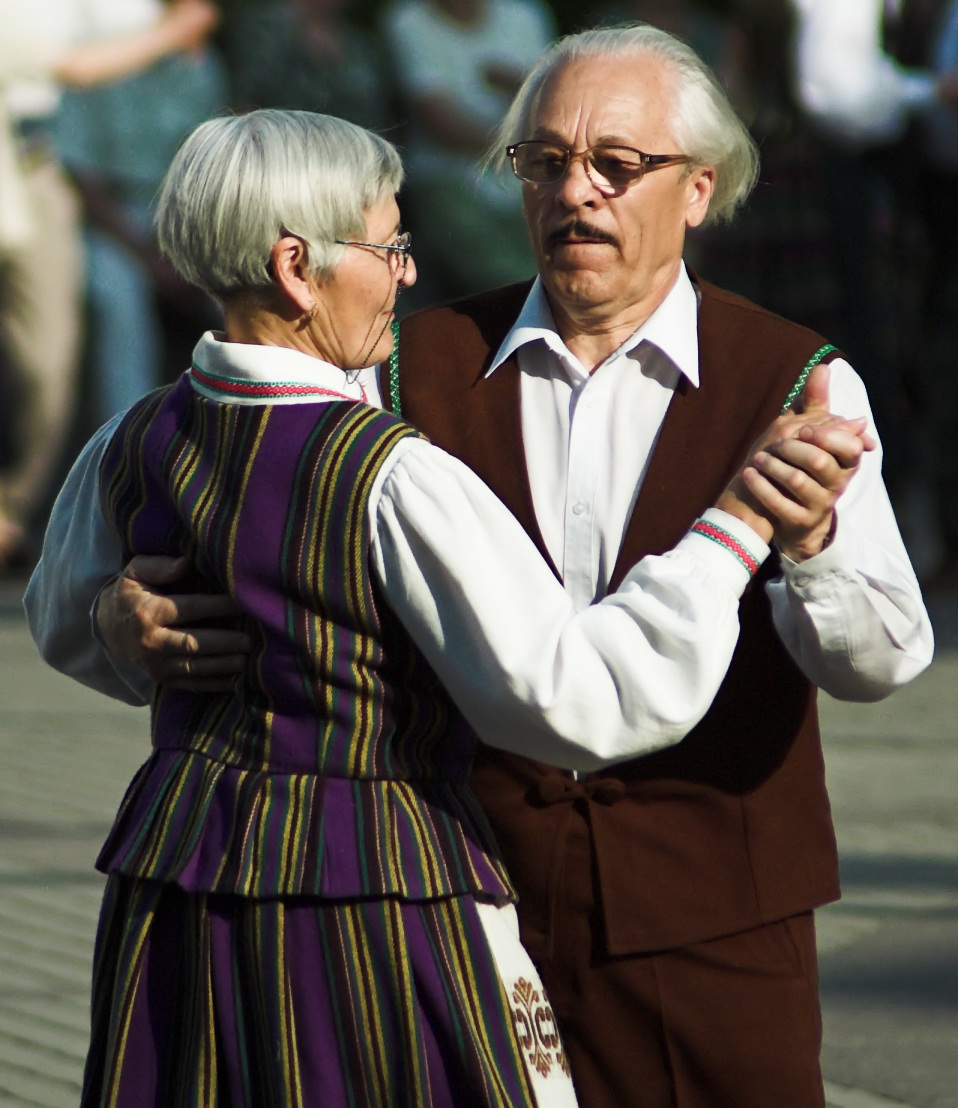
يعدّ الرقص تمرينًا صحيًا رياضيًا للأفراد من جميع الفئات العمريّة

يعد الرقص نشاطًا صحيًا ممتعًا يعزّز الحيوية البدنية، أدخله حاليًا الكثير من الناس في جميع أنحاء العالم إلى حياتهم اليومية. يجذب هذا النشاط الجسدي بعض الأفراد غير النشيطين، وبالتالي يشكّل لهم بديلًا آخر عن ممارسة الرياضة. أصبح الرقص من أجل تعزيز الصحة عاملاً مهماً في الوقاية والعلاج وإدارة العديد من الظروف الصحية. لا تقتصر أهمية الرقص على الصحة البدنية فحسب، بل تتعدّاها لتسهم أيضًا في الصحة العقلية ودعم التواصل الاجتماعي. الرقص عبارة عن فن يُعلّم في العديد من الثقافات. يمكن أن تنطوي أنماط الرقص على حركات الجسم والتعبير والتعاون. كان الرقص والصحة موضوع عدد من الدراسات البحثية التي تُظهر الرقص على أنه تمرين صحي، وبالرغم من ذلك، يوجد عدد من المخاطر الصحية التي يجب أخذها بعين الاعتبار.

## فوائد الرقص

### الصحة البدنية واللياقة
قد يشكّل الرقص وسيلة للحفاظ على اللياقة البدنية لجميع الأعمار والأشكال والأحجام، إذ يُؤمن الرقص مجموعة واسعة من الفوائد البدنية والعقلية التي تتضمن: تحسين حالة القلب والرئتين، وزيادة القوة العضلية والقدرة على التحمل واللياقة الحركية، وزيادة القدرة التنفسية، وتحسين توتر العضلات وقوتها، وإدارة الوزن، وتقوية العظام وتقليل خطر الإصابة بهشاشتها، وتحسين التناسق وزيادة الرشاقة والمرونة، بالإضافة إلى تحسين التوازن وإدراك المكان، وزيادة الثقة الجسدية، وتحسين الأداء العقلي والرفاه العام والنفسي وزيادة الثقة بالنفس وتقدير الذات وتحسين المهارات الاجتماعية.
يمكن اعتبار معظم أنماط الرقص بمثابة تمرينات هوائية، وبالتالي تساهم في التقليل من خطر الإصابة بأمراض القلب والأوعية الدموية، وتساعد في التحكم في الوزن وتقليل التوتر، وتحقق فوائد أخرى مرتبطة عادةً باللياقة البدنية. بالإضافة إلى ذلك، أظهرت الدراسات وجود علاقة كبيرة بين الرقص والصحة النفسية. يتوفر قدر كبير من المعلومات الحكومية والصحية والتعليمية التي تمدح فوائد الرقص على الصحة.
فوائد الرقص الثقافي
للنشاط البدني العديد من الفوائد على الصحة البدنية والعقلية، وبالرغم من ذلك، لا يزال الخمول البدني شائعًا. يعدّ الرقص وبشكل خاص الرقص الثقافي، نوعًا من أنواع النشاط البدني الذي قد يروق لبعض الذين لا يؤدون أنشطة بدنية أخرى، وقد يكون شكلًا من أشكال النشاط الأكثر تقبُّلًا مقارنة بأشكال النشاط الأخرى في بعض الثقافات. أثبتت وسادات الرقص فائدتها في علاج البدانة لدى الشباب، ورحّبت بها العديد من المدارس وضمّنتها لهذا السبب.
في تقرير للأستاذ تيم واتسون والدكتور أندرو غاريت من جامعة هيرتفوردشاير، قورن بين أعضاء الباليه الملكي وفريق من السباحين البريطانيين الوطنيين والدوليين. سجل الراقصون علامات أعلى من السباحين في سبعة من أصل عشرة مجالات في اللياقة البدنية. أظهرت دراسة إيطالية في عام 2006 أن الرقص تمرين جيد جدًا لمرضى القلب مقارنةً بالتمارين الهوائية الأخرى مثل ركوب الدراجات. قد تعود نتائج الدراسة جزئيًا إلى استمتاع المرضى به كثيرًا.
أظهرت دراسة في جامعة واشنطن في كلية سانت لويس للطب في عام 2007، أن التانغو الأرجنتيني كان أفضل في تحسين حركة مرضى داء باركنسون مقارنة بالتمرينات الأخرى (أظهرت دراسة لاحقة فوائد مماثلة لفن التاي تشي). وبسبب الحماس الكبير، أُعدّ فصل تانغو دائم بعد انتهاء هذه الدراسة. وجدت دراسة أجراها الدكتور بول دوغال في جامعة ستراثكلايد عام 2010 ركزت على النساء المسنات، أن راقصات الرقصات الريفية الاسكتلندية كن أكثر مرونة، وامتلكن أرجل أقوى وكان بإمكانهن المشي بنشاط أكبر بالمقارنة مع أشخاص من نفس الفئة العمرية شاركوا في تدريبات مثل السباحة والمشي والغولف وصفوف الحفاظ على اللياقة.
من مكاسب الرقص الأخرى، أن الذين يعانون من ارتفاع في نسب كوليسترول الدم، يمكن أن يستفيدوا من الرقص بالإضافة إلى الأدوية والطعام الكافي. وبمثل فعل التمرينات الهوائية، تُختصر مستويات الكوليسترول الكلي في الدم، بشكل خاص بالنسبة للكوليسترول المنخفض الكثافة (LDL)، والمعروف عنه أنه كوليسترول سيئ، ويُساعد الرقص في رفع مستويات الكوليسترول مرتفع الكثافة (HDL) أو بتعبير آخر الكوليسترول الجيد. يزيد الرقص بشكل عام من قوة العضلات ومرونتها، والتي بدورها تحسن النطاق العام لحركة الفرد. ويزيد الرقص أيضًا من القوة المركزية التي يمكن أن تحسن التوازن والتناسق والوضعية الصحيحة للجسم (ما يقلل من آلام الظهر).

### الصحة النفسية
أثبت الرقص بشكل متكرّر تأثيره الإيجابي على الصحة النفسية. على سبيل المثال، وجدت الباحثة آنا دوبرغ من مركز علوم الرعاية الصحية في السويد، أنه «على الرغم من المشكلات مثل التوتر والتحديات المحتملة الأخرى التي قد تواجه الفتاة المراهقة، يمكن أن يؤدي الرقص إلى رفع معدل التجربة الإيجابية للمشاركين، وله القدرة على المساهمة في إكساب عادات صحية جديدة. نشر باحثون سويديون دراسة في دورية جاما لطب الأطفال، إذ أجروا دراسة على 112 فتاة مراهقة كانت تعاني من مشاكل مثل آلام الرقبة والظهر، بالإضافة إلى التوتر والقلق والاكتئاب. حضرت نصف الفتيات دروس الرقص الأسبوعية، في حين أن النصف الآخر لم تحضرن. تحسّنت الحالة الذهنية أو الصحة العقلية للفتيات اللاتي أخذن دروس الرقص، وأبلغن عن تحسن في مزاجهن، وهي آثار إيجابية استمرت حتى ثمانية أشهر بعد انتهاء الدروس.
بالإضافة إلى ذلك، استكشفت دراسة حديثة أجرتها ديبي ديغنان في بيرث، أستراليا الغربية (رابطة ألزهايمر في أستراليا الغربية)، استخدمت فيها الرقص من نمط وو تاو كعلاج للأشخاص الذين يعانون من الخرف. تبين أن رقص وو تاو ساعد في تقليل أعراض الهياج والارتجاج لدى المصابين بالخرف. يعمل التنسيق العقلي المعقد الذي ينطوي عليه الرقص على تنشيط كل من الدوائر الحسية والحركية، لذلك عندما يرقص الشخص، يتحفز دماغه من خلال صوت الموسيقى وحركات الرقص ذاتها. أظهر التصوير المقطعي المحوسب مناطق الدماغ التي تتنشّط أثناء تعلم الرقص والأداء، بما في ذلك القشرة الحركية والقشرة الحسية الجسدية والعقد القاعدية والمخيخ. تشمل فوائد الرقص على الدماغ تحسين الذاكرة وتعزيز الاتصالات العصبية. وبالتالي، لا يساعد الرقص في تقليل الأعراض التي يعاني منها المصابون بالخرف فحسب، بل يمكن أن يقلل أيضًا من خطر الإصابة بالخرف، بحسب ما تبيّن في دراسة أجراها باحثون في كلية ألبرت أينشتاين للطب عام 2003 ونُشرت في دورية نيو إنغلاند جورنال أوف ميديسين.
بالإضافة إلى تخفيف أعراض الخرف ومنعه، يمكن للرقص المتكرر أن يؤدي إلى زيادة حدة الإدراك للأفراد من جميع الأعمار. ومع ذلك، لا تملك جميع أنماط الرقص نفس التأثير. أساليب الرقص التي تسمح باتخاذ القرارات التي تُتّخذ في الأجزاء من الثانية هي الأكثر فائدة، فيما تكون أنماط الرقص ذات الأسلوب التكراري المحفوظ أقل فائدة. للسبب نفسه، يتمتع أولئك الذين يأخذون دور التابع بفرصة أعلى بتحسين فطنتهم المعرفية نظرًا لأن عليهم إتخاذ قرارات ثابتة مفصولة أثناء اتباع شريكهم. يكمن المفتاح لتحسين حدة الإدراك في إنشاء روابط عصبية جديدة لزيادة تعقيد نقاط التشابك العصبي لدى الأشخاص. من الاعتبارات الأخرى المهمة تواتر الرقص، فكلما استمر الفرد بالرقص، زاد تحسّنه المعرفي.
علاوة على ذلك، تتفق العديد من الثقافات على وجود صلة بين العقل والجسم، وتستخدم العديد من الثقافات الرقص لعلاج هذا التواصل الذي غالباً ما يكون تالفًا. خلال الشتات الأفريقي، استخدم الأفراد العلاج بالرقص لعلاج الصدمة التي نجمت عن أوضاعهم. يُقترح العلاج بالرقص للمرضى اليوم كعلاج للدعم العاطفي والعلاجي، لكون الرقص يسمح للأفراد بالتواصل مع ذواتهم الداخلية.